# Божидар Ковачевић
Божидар Ковачевић (Студеница, 26. август 1902 — Београд, 21. мај 1990) био је песник, есејиста, преводилац, професор Друге мушке гимназије и управник архива Српске академије наука и уметности. Његов легат и заоставштина налазе се у Удружењу за културу, уметност и међународну сарадњу „Адлигат”.

## Биографија
Рођен је у чиновничкој породици која се сели у Београд када је био беба. Њеогов отац Петар био је чиновник у Управи монопола. Петар је био осуђен на 20 година робије због веза са Ивандањским атентатом на краља Милана. Мајка Лепосава је завршила домаћичку школу. Божидар је основну школу завршио у Београду, где је 1921. године завршио и Трећу мушку гимназију. Дипломирао је југословенску и светску књижевност на Филозофском факултету у Београду. Као стипендиста француске владе на Сорбони је студирао француску књижевност и руску књижевност, историју у социологију у периоду од 1930. до 1931. године. За књижевност се зантересовао након што му је комшија писац Драгутин Илић поклонио књигу. Ковачевић је прво радио као писар-дневничар Народне скупштине Краљевине Срба, Хрвата и Словенаца (1923-1928), а потом као суплент београдске Друге мушке гимназије (1928-1931) и мушке реалке у Крагујевцу (1931-1933). Године 1933. постао је професор Друге мушке гимназије. Од 1939. до 1941. био је први пут члан управе Српског књижевног гласника. Био је васпитач престолонаследника Петра II Карађорђевића у периоду 1938–1939.
За време немачке окупације, био је у логору на Бањици, зато што је одбио да потпише „Апел српском народу”.
О данима проведеним у логору на Бањици записао је:
Нисам особито храбар, али пошто су 11 (једанаест) Ковачевића пали у ратовима од 1912. до 1918. године био сам спреман и да изгубим живот, али никако образ. Био сам уверен да под јармом непријатеља не треба својим радом давати никакав привид да је у земљи све нормално, а овамо о канделабрима насред престонице висе обешени Срби... Преживео сам те године веома тешко, углавном на качамаку, па и њега није било довољно. Деца су ми јела и магареће месо, али се никад, мирно кажем, апсолутно никад, нисам огрешио о верност отаџбини. Водио ме дух мога оца који је, борећи се против тираније краља Александра Обреновића, осуђен на двадесет година робије, пошто је, у ствари избегао стрељање само интервенцијом великих сила.
После рата, тачније 1946. године, постао је референт за књижевност и ликовне уметности при Министарству просвете. Две године касније постао је сарадник Института књижевности, а 1954. и сарадник Архива САНУ. Од 1955. до 1968. био је управник Архива САНУ,  носећи звање научног сарадника и научног саветника.По други пут је постао члан управе Српске књижевне задруге 1945. године и на том положају је остао све до 1958. године. Био је и секретар Гласника САН, члан Савеза књижевника Србије, члан издавачког савета Просвете (1948-1956).
Још као гимназијалац био је један од оснивача клуба београдских средњошколаца Нови нараштај. Био је и један од оснивача Академског позоришта у Београду. Уређивао је следеће часописе: Буктиња, Феријалац, Српски књижевни гласник, Наша домовина, Књижевност. Сарађивао је у готово свим књижевним часописима, често користећи псеудониме. Писао је песме, приповетке, романе, есеје. Његов теоријски програмски текст Бој Аполонов са Марсијем био је врло запажен између два светска рата. Преводио је књижевна дела са латинског, француског, руског. Са друге стране, његова дела су превођена на бугарски, чешки, словачки, немачки, енглески, мађарски, руски и словеначки језик. Милан Бајшански је компоновао мелодије на текст две Ковачевићеве песме: Мене је мајка родила и Док улица спи.
Писао је о бројним чиностима из културног и књижевног живота, посебно о ауторима који су били скрајнути или заборављени. Писао је и о: Ђурђу Драгишићу, Марку Марулићу, Ахмету Херцеговићу, Сави Владиславићу, Стјепану Зановићу, митрополиту Стефану Стратимировићу, Герасиму Зелићу, Петру Руњанину, Антуну Сорковчевићу, Стефану Стефановићу, претечама београдског стила (Стефану Живковићу, проти Матеји Ненадовићу и његовом сину Љубомиру), Нићифору Нинковићу, Ђорђу Марковићу Кодеру, Софији и Светозару Вујићу, Јовану Суботићу, Јовану Илићу, Лазару Комарчићу, Луки Сарићу, Драгиши Станојевићу, Људевиту Вуличевићу, чича Илији Станојевићу, Тадији Костићу, Белушу Јакшићу, Јаши Продановићу, Живојину Балугџићу, Тодору Поповићу, Даници Марковић, Стојану Живадиновићу, Делфи Иванић, Стевану Јаковљевићу, Синиши Кордићу, Милану Јовановићу Стојимировићу, Звонимиру Шубићу.
Захваљујући Ковачевићу јавност и критика су поново спознали и почели да се баве делом Ђорђа Марковића Кодера.
Приредио је дело „Смрт Уроша V“ Стефана Стефановића 1951. године.
Завршно са 2014. изашле су четири књиге његових изабраних дела.

## Легат Божидара Ковачевића
Његов легат налази се у Удружењу за културу, уметност и међународну сарадњу „Адлигат”.
Део Ковачевићеве библиотеке поклонила је његова ћерка Тијана Ковачевић, захваљујући залагању оснивача Адлигата Срђана Стојанчева.
Међу поклоњеним материјалима налази се обиман фонд француске књижевности на француском, где је провео годину дана као стипендиста.

## Дела
- Орач тишине, песме, 1925.[8]
- Највећи севап, приповетке, 1928.
- Мирис векова, приповетке, 1932.[9]
- О хеленској трагедији, оглед с једним освртом на наш народни дух, 1932.
- Вук, пригодна драма, 1937.
- Милан Ракић, 1938.
- Песме, 1938.
- Из прошлости, чланци и огледи, Српска књижевна задруга, Београд 1949.
- Еснафски људи, приповетке, 1952.
- Доситеј Обрадовић у Првом српском устанку, Просвета, Београд 1953.
- Његош : живот и рад, Народна књига, Београд 1953.
- Слуга Данило и друге приповетке, Народна књига, Београд 1955.
- Заустављени талас, песме, Просвета, Београд 1956.
- Мирис векова, збирка приповедака објављена постхумно, Прометеј, Београд 2010.